# Alekséi Aleksándrovich Górinov
Alekséi Aleksándrovich Górinov (en ruso: Алексей Александрович Горинов) es un político ruso y concejal municipal del distrito de Krasnoselsky de Moscú. El 8 de julio de 2022, Alekséi Gorinov fue condenado según el artículo 207.3 del Código Penal de la Federación Rusa por expresiones contra la guerra y recibió una sentencia de siete años de privación de libertad, convirtiéndose en la primera persona en recibir una condena real de privación de libertad en virtud de este artículo. Fue reconocido como prisionero político.

## Biografía
Nació el 26 de julio de 1961 en Moscú. En 1984 se graduó del Instituto de Ingenieros de Geodesia, Fotografía Aérea y Cartografía de Moscú, y en 2004 se graduó de la Academia Estatal de Derecho de Moscú.
Durante el periodo de 1990 a 1993 fue concejal municipal del distrito de Dzerzhinsky en Moscú. Desde 2017 es concejal municipal del distrito de Krasnoselsky en la ciudad de Moscú (como candidato independiente respaldado por el movimiento «Solidárnost» (Solidaridad)).
Es miembro del movimiento «Solidárnost». Trabajó como director general de la sociedad anónima cerrada "Vainett Trading".

## Persecución penal por expresiones contra la guerra

### Sesión del consejo de diputados
El discurso antimilitar de Alekséi Gorinov durante la sesión del consejo de diputados fue el siguiente: “Creo que no debemos aprobar este plan. ¿De qué ocio y entretenimiento podemos hablar cuando hemos pasado a vivir en una realidad completamente diferente, cuando hay acciones militares en el territorio de un país vecino y nuestra nación está llevando a cabo una agresión? ¿De qué concurso de dibujos infantiles o de programas de baile relacionados con el Día de la Victoria podemos hablar cuando cada día mueren niños (para su información, alrededor de 100 niños han muerto en Ucrania), los niños quedan huérfanos y los nietos y bisnietos de los veteranos de la Segunda Guerra Mundial están siendo arrojados al infierno de estos combates en territorio ucraniano? Creo que todos los esfuerzos de la sociedad civil deben dirigirse únicamente a detener la guerra y retirar las tropas rusas del territorio de Ucrania. Si los puntos del plan estuvieran dedicados a estas cuestiones, votaría con gusto. En su forma actual, personalmente no votaré, pero queda a su criterio... Creo que esta es la cuestión principal de la sociedad civil: detener la guerra, retirar las tropas del país vecino y poner fin a las acciones agresivas.”
El 15 de marzo de 2022, poco después del inicio de la invasión de Rusia a Ucrania, durante la quinta sesión del Consejo de Diputados del distrito municipal de Krasnoselsky, se discutió la realización de un concurso de dibujos infantiles al aprobar el Plan Calendario Integral de actividades de ocio, educación social, deporte y salud para los residentes del distrito de Krasnoselsky para el segundo trimestre de 2022.
Alekséi Gorinov expresó que durante la guerra con Ucrania, dicho concurso sería como «una fiesta durante la peste». La jefa del distrito municipal, Eléna Kotiónochkina, apoyó sus palabras y también enfrentó un proceso penal, después de lo cual abandonó Rusia. Durante la reunión, Alekséi Gorinov calificó la invasión de Rusia a Ucrania como una guerra, y no como una «operación militar especial», y mencionó que los niños están muriendo en Ucrania.
Se inició un proceso penal contra Alekséi Gorinov por sus expresiones contra la guerra bajo el artículo 207.3 del Código Penal de la Federación Rusa (difusión de información falsa sobre las acciones de las Fuerzas Armadas de Rusia con circunstancias agravantes). Según la versión de la investigación, el delito se cometió en conspiración previa, utilizando su posición oficial y motivado por odio o enemistad.

### Proceso penal
El 26 de abril de 2022, los agentes de seguridad detuvieron a Alekséi Gorinov y llevaron a cabo un registro en su casa y en el consejo de diputados. La investigación del caso penal duró 5 días, desde el 26 de abril hasta el 1 de mayo.
La primera audiencia del caso de Alekséi Gorinov tuvo lugar el 1 de junio en el Tribunal del Distrito de Meshchansky en Moscú. El fiscal solicitó una prórroga de seis meses para la detención de Alekséi Gorinov, sin embargo, él informó que padecía tuberculosis y que no recibía la atención médica adecuada en el centro de detención preventiva (SIZO). A pesar de esto, el juez accedió a la solicitud de extender la detención.
El juicio de Alekséi Gorinov fue declarado parcialmente cerrado, ya que la fiscalía afirmó que los espectadores y los periodistas podrían ejercer «presión psicológica» sobre los testigos de la acusación.
La fiscalía declaró que Alekséi Gorinov y Eléna Kotiónochkina estaban deliberadamente conspirando durante la audiencia con el objetivo de «desacreditar» a los militares rusos.
En defensa de Alekséi Gorinov, su abogado afirmó que la exigencia de Roskomnadzor de no llamar “guerra” a la guerra se aplica sólo a los medios de comunicación y no existe ninguna ley que exija a los ciudadanos rusos cumplir con esta restricción.
El 8 de julio de 2022, la jueza Olesya Mendeleeva del Tribunal de Meshchansky condenó a Alekséi Gorinov a siete años de prisión en un régimen penitenciario ordinario.
Durante la audiencia Alekséi Gorinov condenó de una manera directa la invasión rusa de Ucrania: “Considero que Rusia había superado su límite de guerras ya en el siglo XX. Pero en nuestro presente tenemos Bucha, Irpín, Hostómel. ¿Les suenan estos nombres? ¡A ustedes, acusación! Entérense y no digan después que no sabían nada. Durante los últimos cinco meses Rusia desarrolla una acción militar vergonzosamente llamándola una operación especial. Nos prometen victoria y gloria. ¿Y por qué entonces una parte significativa de mis compatriotas sienten vergüenza y culpa? ¿Por qué nuestro país se encontró de repente con tantos enemigos? ¿Puede ser que somos nosotros los que no estamos bien? Hablémoslo. De hecho, esto es lo que hice en la sesión del Consejo de Diputados. Y la mayoría de los participantes me apoyó. Y ahora estoy delante de un tribunal.”
Tras la audiencia del 19 de septiembre de 2022 la condena para Alekséi fue reducida en un mes, con 6 años y 11 meses de cárcel después de la mitigación. Cambiaron la formulación de la acusación omitiendo la versión de “actuación premeditada” por “un grupo de personas” (es decir, Gorinov y Kotiónochkina).
En su última palabra Alekséi Gorinov pidió perdón a los ucranianos por no lograr detener la guerra y declaró que la recién creada posibilidad de empezar procesos penales por opiniones pacifistas es “una vergüenza para nuestro país”.
A finales de noviembre de 2022 Alekséi Gorinov fue trasladado a la Colonia Penal 2 en Pokrov en la región (óblast) de Vladímir. Es la misma colonia donde cumplían su condena el activista Konstantín Kótov y el político Alekséi Navalni. La abogada María Eismont quien llevaba el caso de Konstantín Kótov y visitó la colonia muchas veces considera que la administración de esta colonia hace todo lo posible para aislar a los presos políticos de sus abogados.
El 29 de noviembre de 2024, Alexei Gorinov fue condenado a tres años más de prisión, acusado de “abogar el terrorismo”.

### Evaluaciones de la sentencia
En 2022 el proyecto independiente de defensa de los derechos humanos “Apoyo a los presos políticos. Memorial” reconoció a Alekséi Gorinov como preso político.
Según Bruce Millar, director adjunto de Amnistía Internacional para Europa y Asia Central, la sentencia es “una represalia ilegítima por expresar sus opiniones” y Alekséi Gorinov “no ha cometido ningún delito reconocido internacionalmente al llamar por su nombre —una guerra criminal— a la guerra declarada por Vladimir Putin contra Ucrania”.
Según la activista de derechos humanos Marina Litvinóvich, la sentencia del caso de Alekséi Gorinov es una sentencia demostrativa cuyo objetivo es atemorizar a los concejales, los diputados y otros funcionarios públicos para que nadie se atreva a decir nada contra la guerra.
El mismo Alekséi Gorinov opina que el castigo designado por el tribunal no se puede comparar con el daño que causa Rusia a Ucrania: “¿Inimaginablemente largo? Pero piensen cuántas personas se han visto afectadas por la guerra en Ucrania, perdiendo años de vida normal y pacífica, y algunas incluso perdiendo la vida. Piensen y hagan la multiplicación. Sientan, entiendan la escala cósmica de los eventos de los que estamos hablando. Esta es la escala de responsabilidad que recae sobre todos y cada uno de nosotros, incluyéndome a mí mismo. Y lo menos que puedo hacer es llamar a las cosas sus nombres propios”.

## Proceso por la justificación del terrorismo
El proceso se abrió en otoño de 2023. Según la acusación, en una conversación con otros presos en el hospital de la prisión Alekséi justificaba la actividad del regimiento ucraniano Azov (designado grupo terrorista en Rusia), la  explosión del puente de Crimea y las acciones de la división especial de la Dirección Principal de Inteligencia del Ministerio de Defensa de Ucrania “Kraken”.
El abogado de Alekséi considera que los testimonios fueron obtenidos de manera ilegal, a través de una provocación: en enero de 2023 se instaló una televisión en la habitación de Górinov y después trasladaron allí a unos presos nuevos que le preguntaban a Alekséi su opinión sobre las noticias. Los testimonios contienen varias incoherencias, en cambio, las actas de interrogatorios de los testigos son idénticas, hasta tienen las mismas faltas de ortografía. De las 14 horas de grabaciones a lo largo de 20 días el cuerpo de delito fue encontrado solo en 2 frases. Górinov no reconoció su culpa, pero en su última palabra indicó: “Mi culpa consiste en que yo, como ciudadano de mi país, permití esta guerra y no pude detenerla. Y quiero que eso conste en el veredicto. Pero me gustaría que mi culpa y mi responsabilidad fueran compartidas también por los organizadores, participantes y partidarios de la guerra, así como por los que persiguen a los que protestan por la paz”.
En noviembre de 2024 el Segundo Tribunal Militar de Distrito del Oeste condenó a Alekséi a tres años de prisión más. Después de la entrada en vigor de la sentencia nueva Górinov tendrá que pasar en prisión de régimen estricto cinco años en total (sumando las dos sentencias).
El 15 de abril de 2025 en relación con el caso de Alekséi Górinov se presentó ante la Corte Constitucional de la Federación de Rusia una denuncia de violación de derechos y libertades constitucionales por este artículo del Código Penal.

### Empeoramiento de la salud
Antes del encarcelamiento Alekséi padecía problemas de salud, hace unos años había tenido una cirugía del pulmón. A causa de las condiciones de vida en la cárcel y la imposibilidad de recibir atención médica necesaria la salud de Alekséi empeoró y el 9 de diciembre de 2022 cayó enfermo. Después de una estancia de dos días en la sección médica de la cárcel no mejoró, seguía teniendo fiebre y dificultad respiratoria. Como informa el medio de comunicación online “Radio Svoboda” (Radio Libertad), después de una repercusión mediática la administración de la cárcel aprobó el traslado de Alekséi Gorinov al hospital de la Colonia Penal 3 de la región (óblast) de Vladímir. Esta colonia es conocida por sus torturas. Es la misma colonia a donde fue trasladado para recibir atención médica Alekséi Navalni en abril de 2021.
Los activistas de derechos humanos reportan que las condiciones creadas para Alekséi Górinov suponen una forma de tortura: se encuentra en una celda fría, sin colchón, ni manta, ni agua caliente; está registrado como supuestamente propenso a la fuga y al suicidio (lo que implica ser despertado cada dos horas); se le niegan citas con parientes y correspondencia; está regularmente confinado en una celda de aislamiento (en particular, durante 48 días consecutivos en 2023). En noviembre de 2024 en relación con el segundo proceso, antes de que se dictara la sentencia, fue registrado como propenso a realización de actos de terrorismo.

## Vida personal
Está casado y tiene un hijo.

## Reconocimiento internacional
En noviembre de 2022 Alekséi Gorinov fue galardonado con el Premio Magnitski. El premio se entrega desde 2015 a los activistas sociales por el trabajo en la protección de los derechos humanos.
A principios de enero de 2023 34 diputados del Parlamento Europeo firmaron carta de apoyo a Alekséi Gorinov expresando la solidaridad con el diputado ruso en “el deseo de alcanzar una Rusia libre y pacífica”.
El 20 y el 21 de enero en más de 20 países tuvieron lugar manifestaciones de apoyo a los presos políticos de Rusia, entre ellos mencionaron también a Alekséi Gorinov.
En febrero de 2023 la ONU, respondiendo a la reclamación de los activistas de derechos humanos, llamó a poner en libertad a Alekséi Gorinov de una manera inmediata y exigió al gobierno ruso llevar a cabo una investigación independiente.